# Nemes szilva
A nemes szilva vagy európai szilva a rózsafélék családján belül a Prunus nemzetségbe tartozó fa. Csonthéjas termése fontos gyümölcs, termesztése jelentős. Világszerte más-más fajokat termesztenek, vannak amerikai (P. nigra, P. americana), és kínai (P. simonii), japán (P. salicina) fajok. A P. domestica hazája Közép-Ázsiától a Fekete-tengerig, Közép-Európáig tehető. A ringló az egyik alfajának az egyik változata (P. domestica subsp. italica var. claudiana).

## Alfajok
A P. domesticának Linné 1753-ban 7 alfaját különböztette meg:
- Prunus domestica subsp. domestica,
- Prunus domestica subsp. insititia (syn. P. insititia) – kökényszilva[2],
- Prunus domestica subsp. intermedia,
- Prunus domestica subsp. italica,
- Prunus domestica subsp. pomariorum,
- Prunus domestica subsp. prisca,
- Prunus domestica subsp. syriaca.

## Felhasználása

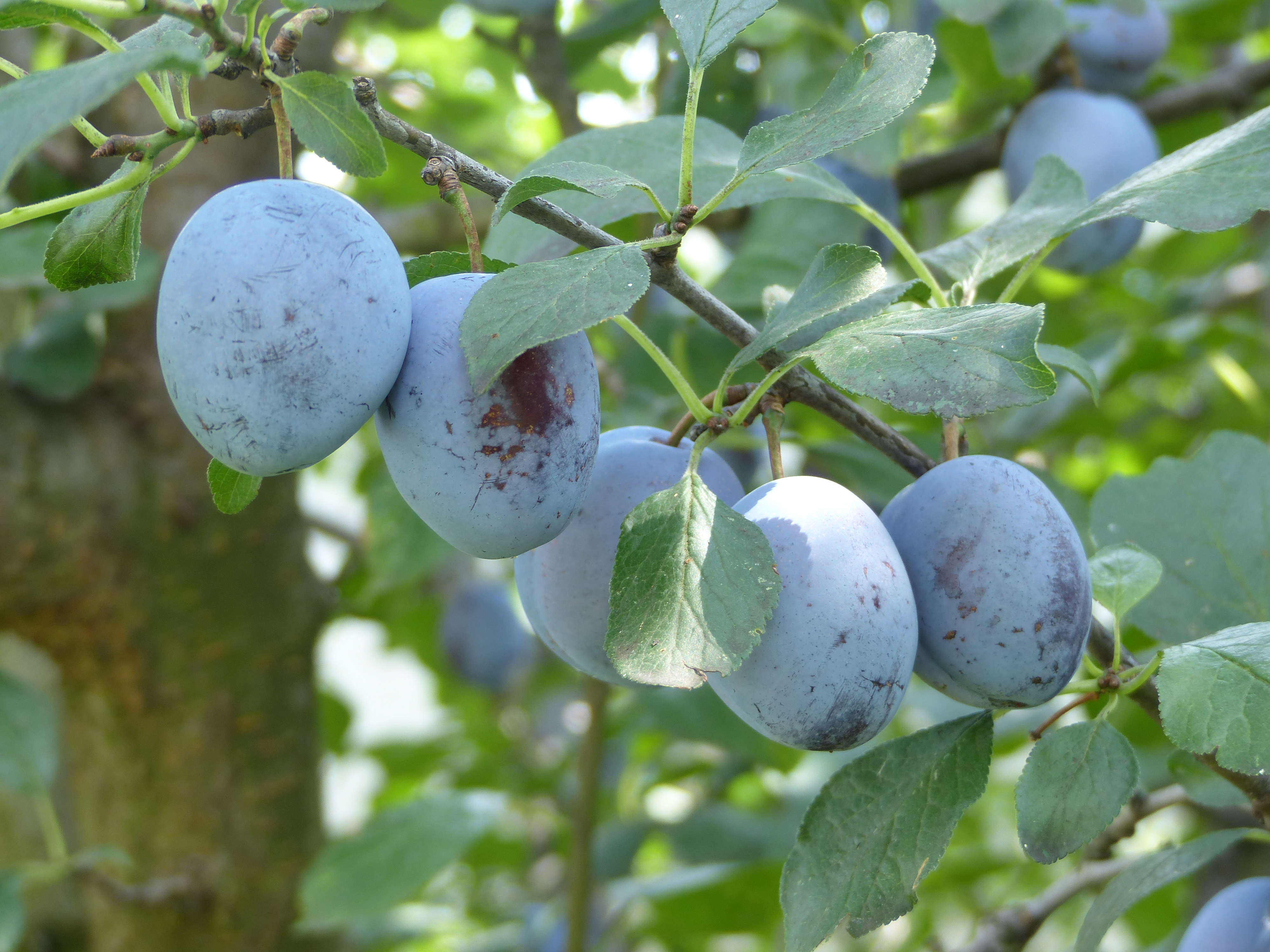
Szilva

Sokféleképpen használják fel. Lekvárt készítenek belőle, de befőzésre is alkalmas. A hullott szilvából készítik a hungarikumnak számító szilvapálinkát, és a szilva adja a legjobb aszalványt.
Fogyasztható nyersen gyümölcsként, gyümölcssalátákban, főzve, gyümölcslevesekben is. Az aszalt szilva lehet rágcsálnivaló, de jól illik egyes húsételekhez, különösen a vadakhoz.
Főzött gombóc töltelékének is használatos, ennek közkedvelt módja, hogy fahéjas cukorral ízesítve hajtogatják a krumplis-vajas gyúrt tésztát. A gombócokat gyakran pirított zsemlemorzsába hengergetik.

## Termesztése
A szilva egy gyümölcsfajta, amely számos országban termesztik világszerte. 2021-ben a szilvát több mint 80 országban termesztették, és az éves termés mennyisége meghaladta a 14 millió tonnát.
A világ legnagyobb szilva termelői közé tartozik Kína, Peru, Jordánia, Románia és Chile. Ezek az országok a 2021-es termelésük alapján az első öt helyen álltak. 2021-ben Kína és Peru az éves termés több mint felét (58%) adták a világ szilva termelésének.

## Államilag elismert szilvafajták
- Ageni
- Althann ringló
- Althann ringló Bb.94
- Besztercei Bb 398
- Besztercei Bt. 2
- Besztercei Nm. 150
- Besztercei Nm.122
- Bluefre
- Cacanska rana
- Cacanska lepotica
- Cacanska rodna
- Debreceni muskotály
- Korai besztercei
- Montfort
- President
- Ruth Gerstetter
- Sermina
- Silvia
- Stanley
- Tuleu gras
- Utility
- Valjevka
- Zöld ringló

## A szilva kártevői és kórokozói
Gyökérzet:
- Cserebogár

Törzs, ág, vessző:
- baktériumos rákosodás és elhalás (Pseudomonas syringae)
- szilvakéreg-gubacsatka (Aceria phloeocoptes)
- pajzstetvek (Coccoidea):
  - akácpajzstetű (Parthenolecanium corni),
  - szilvapajzstetű (Eulecanium prunastri),
  - kaliforniai pajzstetű (Quadraspidiotus perniciosus).

Rügy, hajtás:
- baktériumos rákosodás és elhalás
- sodrómolyok
- pókhálós szilvamoly (Hyponomeuta padellus)
- amerikai fehér szövőlepke, amerikai fehér medvelepke (Hyphantria cunea)
- sárga szilva-levéltetű (Brachycaudus helichrysi)
- fekete szilva-levéltetű (Brachycaudus schwartzi)
- hamvas szilva-levéltetű (Hyalopterus pruni)

Levél:
a) betegségek:
- baktériumos rákosodás és elhalás (Pseudomonas syringae)
- szilvahimlő (Plum pox vírus)
- monilínia (Monilinia laxa)
- szilvarozsda (Tranzschelia pruni-spinosae, Tranzschelia discolor)
- tafrina (Taphrina pruni)
- klaszterospóriumos levéllyukacsosodás
- szilva polisztigmás levélfoltossága (Polystigma rubrum)
- sztigmina (Stigmina carpophila)

b) kártevők:
- hamvas szilvalevéltetű (Hyalopterus pruni)
- sárga szilvalevéltetű (Brachycaudus helichrysi)
- levélbarkók (Phyllobius spp.)
- cserebogarak ((Melolonthidae))
- téli araszolók (Geometridae)
- sodrómolyfélék (Tortricidae):
  - szilvamoly (Coccyx funebrana),
  - keleti gyümölcsmoly (Coccyx molesta),
- pókhálós molyfélék (Yponomeutidae):
  - pókhálós szilvamoly (Hyponomeuta padellus);
- szilvalevél-gubacsszúnyog (Putoniella marsupialis);
- csonthéjasok szövődarazsa (Neurotoma nemoralis);
- fekete szilvadarázs (Hoplocampa minuta),
- sárga szilvadarázs (Hoplocampa flava);
- atkák (Acari):
- csonthéjasok levélatkája (Phyllocoptes fockeui),
- szilvalevél-gubacsatka (Eriophyes padi),
- szilvatakácsatka (Schizotetranychus pruni),
- piros gyümölcsfa-takácsatka (Panonychus ulmi).

Bimbó, virág:
baktériumos rákosodás és elhalás (Pseudomonas syringae)
Termés:
- Glomerellás gyümölcsrothadás
- Moníliás gyümölcsrothadás
- szilvamoly.
- Darazsak
- Almamoly
- Sodrómolyok

Fontosabb gyomnövényei:
- betyárkóró (Erigeron canadensis)
- disznóparéj (Amaranthus retroflexus)
- libatop (Chenopodium album)
- csillagpázsit (Cynodon dactylon)
- útszéli zsázsa (Lepidium draba)
- muhar (Setaria spp.)
- apró szulák (Convolvulus arvensis)
- szeder (Rubus caesius)
- tarackbúza (Agropyron repens)
- fenyércirok (Sorgum halepense)
- selyemkóró (Asclepias syriaca)

### Fordítás
- Ez a szócikk részben vagy egészben  a   Pflaume című német Wikipédia-szócikk Systematik című fejezete ezen változatának fordításán alapul.  Az eredeti cikk szerkesztőit annak laptörténete sorolja fel. Ez a jelzés csupán a megfogalmazás eredetét és a szerzői jogokat jelzi, nem szolgál a cikkben szereplő információk forrásmegjelöléseként. – az Alfajok c. szakasz.